# تشورتيشتي
تشورتيشتي هي قرية تقع في إقليم ياش في رومانيا وبلغ عدد سكانها 4,366 نسمة في عام 2002م.